# Monstera tuberculata
Monstera tuberculata Lundell – gatunek wieloletnich, wiecznie zielonych pnączy z rodziny obrazkowatych, pochodzący z obszaru od Meksyku do Panamy, zasiedlający lasy deszczowe strefy równikowej.